# Кристофер Летанг
Кристофер Летанг (енгл. Kristopher Letang; Монтреал, 24. април 1987) је канадски хокејаш који тренутно игра у Питсбург пенгвинсима. Игра у одбрани.

## Каријера
Летанг је изабран као 62. пик на драфту 2005. године од стране Питсбург пенгвинса. За Питсбург је дебитовао 2006. године. У тој сезони је одиграо седам мечева и постигао два гола, затим се вратио у јуниорску лигу КМХЈЛ где је играо за Val-d'Or Foreurs.
Затим је две наредне године играо у Америчкој хокејашкој лиги (АХЛ) у екипи Вилкс-Баре/Скрентон Пенгвинси, али је за две сезоне одиграо само 11 мечева, постигао 1 гол и имао 5 асистенција. Две хиљаде и седме се поново враћа у Пенгвинсе.
Сезону 2007/08. је завршио са 17 бодова на 63 утакмица. Са пингвинима је стигао до финала где су поражени у шест утакмица од стране Детроит ред вингса.
У сезони 2008/09 са Питсбург пенгвинсима је освојио Стенли куп победивши у финалу Детроит ред вингсе.
Наредне сезоне Летанг је одиграо 73 меча, постигао 3 гола и имао 24 асистенције.
Сезона 2010/11 је била најуспешнија индивидуална сезона за Летанга, јер је завршио као други поентер, одмах иза Сидни Крозбија, са постигнутих 8 гола и 42 асистенције и укупно 50 поена.